# Port lotniczy Yei
Port lotniczy Yei (ICAO: HSYE) – port lotniczy położony w Yei, w Sudanie Południowym, stan Ekwatoria Środkowa.

## Linie lotnicze i połączenia
| Linia Lotnicza | Kierunek           |
| -------------- | ------------------ |
| Eagle Air      | 1. Arua 2. Entebbe |